# Dircenna differenciata
Dircenna differenciata är en fjärilsart som beskrevs av Felix Bryk 1953. Dircenna differenciata ingår i släktet Dircenna och familjen praktfjärilar. Inga underarter finns listade i Catalogue of Life.